# Rakamaz
Rakamaz is een plaats (város) en gemeente in het Hongaarse comitaat Szabolcs-Szatmár-Bereg. Rakamaz telt 5091 inwoners (2005).

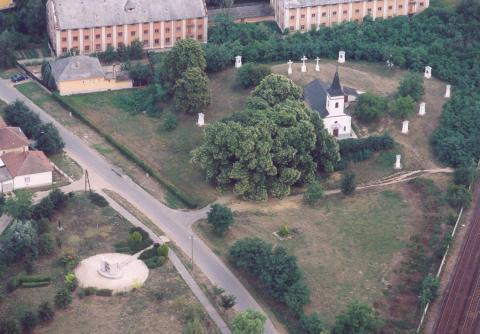
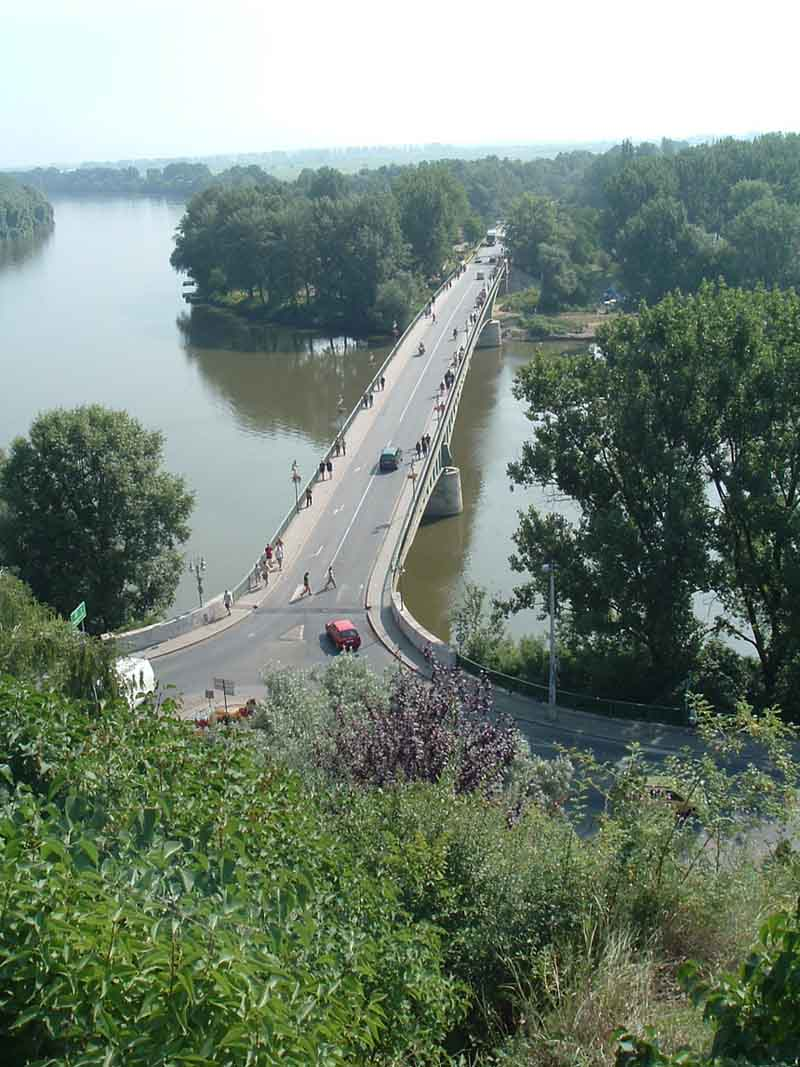